# 红顶商人
紅頂商人，最初是指清朝徽商如江春、胡雪巖等人，後來引伸為指稱同時具有官、商兩種身份的人物，乃至於沒有官職，但與高層官員關係良好、能影響政策的商人。
清朝同治年間，具有官員身份的杭州商人胡雪巖，因辦理太平天國戰亂後的杭州善後工作，並多次幫助左宗棠採購軍火有功，官階升遷至從二品的布政使。由於布政使顶戴飾有紅色涅玻璃，俗稱「紅頂子」，爾後只要居高官之位的商人，都稱紅頂商人，如雲南王熾。
後來「紅頂商人」被用來指稱在官場和商場兩面得意者；在當代，「紅頂商人」一詞可指在国有企业中兼职的党政领导干部:57，更泛指本身不具官員身份，但與政府高層關係良好，能夠影響政府政策的企業界人士。